# Kapslový hotel

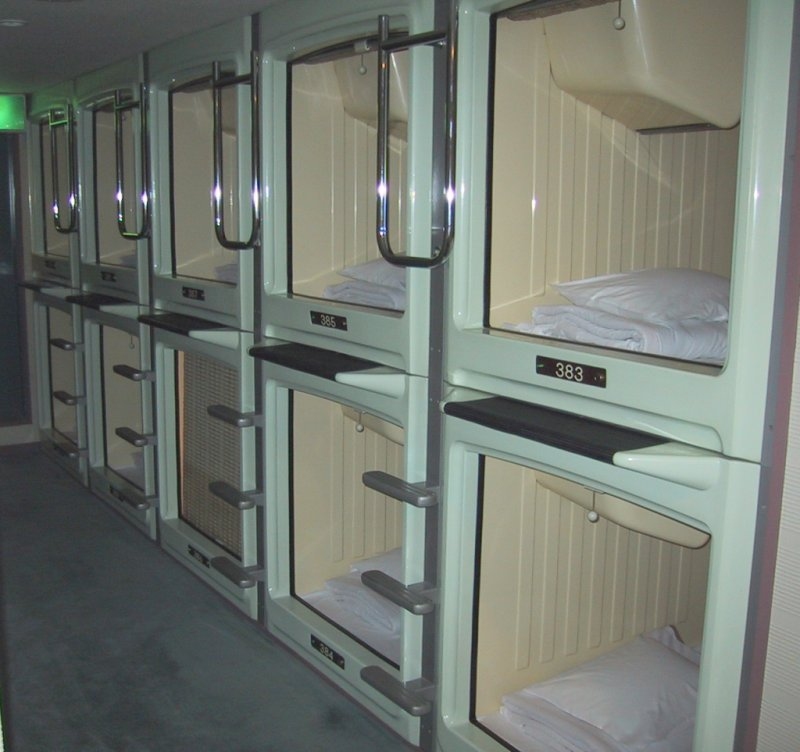
Kapslový hotel

Kapslový nebo také buňkový hotel (japonsky カプセルホテル) je typ hotelu, který se neskládá z pokojů, ale jednotlivých kapslí či buněk. Jsou vystavěny v řadě, obvykle na sobě. Je rozšířen především v Japonsku a Číně. K ubytování láká nízkou cenou. Oblíbený je také u pracovně vytížených lidí, kteří chtějí přespat blízko svých pracovišť, a ušetřit tak čas za dojíždění.

## Vybavení kapslí
Velikost kapslí bývá kolem 2 m2. Jsou obvykle pro jednu osobu a jsou vybaveny matrací, televizí, rádiem, wi-fi a klimatizací. Většinou neumožňují ani vzpřímený sed, nemají okna. Soukromí si hosté zajišťují stažením rolet. Sociální zařízení je společné.

## Stravování

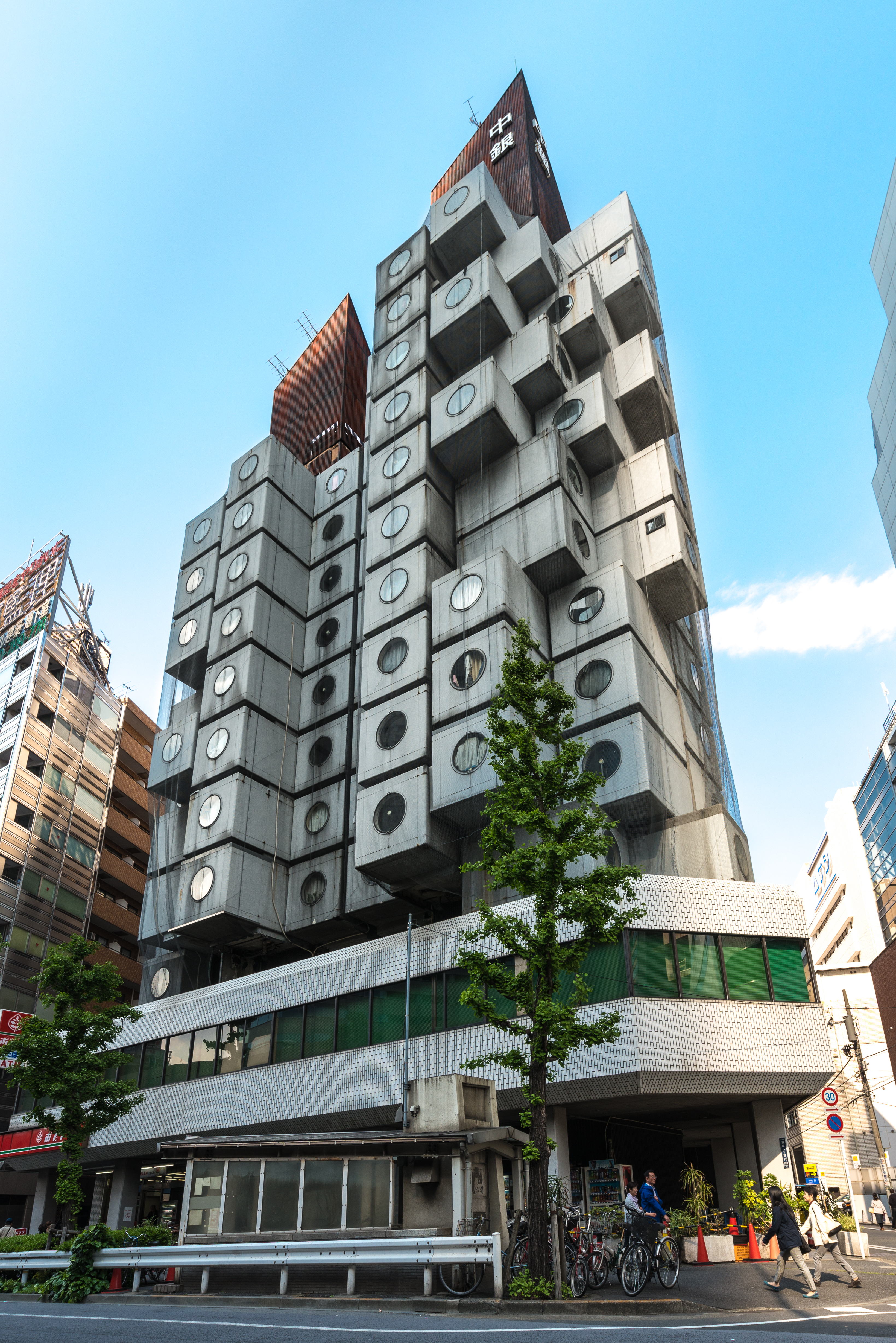
Kapslová věž Nakagin

V kapslových hotelech se obvykle nenacházejí stravovací zařízení, většinou pouze prodejní automaty. 